# Rövhålet
Rövhålet, Rödbolet eller Rodbuolär är en plats i Älvdalens kommun, en idag folktom gammal bosättning sydost om byn Klitten.

## Etymologi
Ortnamnet har ibland uppmärksammats i media. Enligt Lars-Erik Lindhamn på Elfdalens Hembygdsförening är det en förvanskning av namnet Rödbolet – Rodbuolär på älvdalska. Namnet Rödbolet noterades också 1935 vid en ortnamnsinventering (”de pryde kallar Rövhålet för Rödbolet”, menade man).
Kroppsdelar är vanliga som ortnamn, och ord som rumpa syftar då inte på en människas bakdel, utan en odling på en avlägsen äga. Begreppet syftar då på något som ligger långt borta, vilket på kroppen ligger långt ner. Mot bakgrund av detta kan ett ortnamn som Rövhålet också syfta på en liten öppning i en stor, tät skog.